# Guapimirim (ort)
Guapimirim är en ort i Brasilien.   Den ligger i kommunen Guapimirim och delstaten Rio de Janeiro, i den sydöstra delen av landet, 900 km sydost om huvudstaden Brasília. Guapimirim ligger 33 meter över havet och antalet invånare är 31 202.
Terrängen runt Guapimirim är varierad. Runt Guapimirim är det ganska tätbefolkat, med 120 invånare per kvadratkilometer.. Närmaste större samhälle är Teresópolis, 13,4 km norr om Guapimirim.
I omgivningarna runt Guapimirim växer i huvudsak städsegrön lövskog.